# Jardins de Ca l'Alena
Els jardins de Ca l'Alena són un parc públic d'uns 4000 metres quadrats que es troba a l'interior de l'illa dels anomenats habitatges de la Capa, al barri de la Marina de Port, al districte de Sants-Montjuïc. Tant l'Alena com la Capa són noms que provenen de les empreses públiques que entre els anys 30 i 70 del segle passat van tenir una serradora de fustes en aquest indret.
L'enjardinament de l'espai inclou arbrat, plantes arbustives, entapissants i gespa. A més, hi ha una font d'aigua potable. Els jardins foren remodelats amb un pressupost d'uns 655.000 euros entre l'any 2013 i 2014, després d'un procés participatiu amb els veïns. Actualment els jardins tenen un paviment de formigó groc, un camí que connecta els principals espais del jardí, que va des dels equipaments situats a un extrem del jardí (el casal de la Vinya i la ludoteca municipal) fins als Jardins del Port Romà, situats a l'altre extrem dels jardins. Durant la remodelació també s'hi instal·là nou enllumenat, mobiliari urbà (cadires, bancs, papereres, jocs infantils i circuit saludable) i s'hi feu un nou enjardinament de la zona verda.